# Królik angielski baran

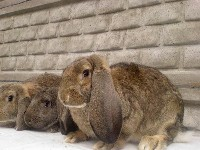

Angielski Baran (Oryctolagus cuniculus) – rasa królika domowego wyhodowana na terenie Anglii w XVIII wieku.

## Charakterystyka
Barany Angielskie ważą około 5–7 kg. Oczy są duże i okrągłe, głowa zaś wydłużona i niewielka. Uszy są bardzo długie (45–71 cm), a szerokość 15–18 cm. Łapy są masywne i proste. Futro bardzo delikatne.

## Rozród
Samice osiągają dojrzałość płciową w wieku 6-7 miesięcy, a samce 7-8 miesięcy. Ciąża tak jak w przypadku Barana Francuskiego trwa 32 dni i rodzi się od 5-10 młodych.

## Biografia
Źródła informacji
http://web.archive.org/web/20141223122502/http://www.rynek-rolny.pl/artykul/rozmnazanie-krolikow-krycie-ciaza-porod-i-systemy-rozrodu.html